# Guioa discolor
Espèce
Statut de conservation UICN

 EN A1c : En danger
Guioa discolor est une espèce de plantes de la famille des Sapindaceae.

## Publication originale
- Leaflets of Philippine Botany 5: 1609. 1913.